# Voodoo People (Pendulum Remix)
«Voodoo People (Pendulum Remix)» — сингл британской группы The Prodigy, вышедший в поддержку сборника лучших песен Their Law: The Singles 1990-2005. «Voodoo People (Pendulum Remix)» является двойным синглом. Сторона «А» содержит композицию «Voodoo People», ремикшированную группой Pendulum, а на стороне «Б» была выпущена песня «Out of Space» в обработке Audio Bullys. Сингл занял 20-ю строчку британского чарта. На ремикс-версию от Pendulum был снят клип.

## Видеоклип

Кадр из клипа «Voodoo People (Pendulum Remix)»

Видеоклип для «Voodoo People (Pendulum Remix)» снят Роном Скальпелло. В основу легла идея из фильма "Интакто", где счастливчики испытывали себя в подпольных играх. Видео снималось в Ромфорд Маркете (Romford Market, Лондон, Великобритания) — большом открытом рынке.
В клипе несколько людей участвуют в «слепой гонке». Их задача — бежать с завязанными глазами и руками, и прибежать первым. Несколько участников The Prodigy снялись в клипе как наблюдатели, а единственный дошедший до конца человек, Шарки — бывшая участница группы, покинувшая её вскоре после формирования.

## Список композиций
Здесь указаны наиболее значимые форматы, на которых выпускался сингл и соответствующие трек-листы.
| 12» винил сингл (первый диск) (XLT219; выпущен 3 октября 2005) A. «Voodoo People» (Pendulum remix) — 5:05 B1. «Smack My Bitch Up» (Sub Focus remix) — 5:36 B2. «Out of Space» — 4:57 12" винил сингл (второй диск) (XLR219; выпущен 3 октября 2005) A. «Out of Space» (Audio Bullys remix) — 4:56 B. «Voodoo People» (Wonder remix) — 5:36 CD сингл (XLS219CD; выпущен 3 октября 2005) 1. «Out of Space» (Audio Bullys remix) — 4:56 2. «Voodoo People» (Pendulum remix) — 5:05 | CD maxi сингл (XLS219CDA; выпущен 3 октября 2005) 1. «Voodoo People» (Pendulum radio edit) — 3:16 2. «Voodoo People» (Wonder remix) — 4:56 3. «Smack My Bitch Up» (Sub Focus remix) — 5:36 4. «Out of Space» (Audio Bullys radio edit) — 3:37 5. «Out of Space» (Audio Bullys remix) — 4:56 Версия для скачивания (iTunes Store; выпущен 3 октября 2005) 1. «Voodoo People» (Pendulum mix) — 5:05 2. «Out of Space» (Audio Bullys remix) — 4:56 |

## Позиции в чартах
Сингл занял 20-е место чарта Великобритании, в то время как в ирландском чарте дебютировал на 27-й строчке. Сингл также вошёл под двадцатым номером в норвежский чарт, однако четырьмя неделями позже — 6 ноября. В чарте Швейцарии «Voodoo People (Pendulum Remix)» 93-е место.
| Чарты (2005)   | Наивысшая позиция |
| -------------- | ----------------- |
| Ирландия       | 27                |
| Норвегия       | 20                |
| Швейцария      | 93                |
| Великобритания | 20                |